# The Answer (hudební skupina)
The Answer je severoirská hardrocková skupina z Newcastlu a Downpatricku v Downském hrabství. Jejich úspěšné debutové album Rise prodalo v Spojeném království a Evropě přes 30 000 kopií, v Japonsku během prvního dne asi 10 000 a celosvětově okolo 100 000.

## Historie

### Formování
The Answer založil v roce 2000 kytarista Paul Mahon, jehož otec byl jazzový trumpetista a člen irské živé kapely The Freshmen, kteří se vydali tři alba na CBS a hráli na turné s kapelami formátu Beach Boys. Když mu bylo 18, věděl Paul, že by chtěl dát dohromady rockovou kapelu a zmínil se o tom baskytaristovi Mickymu Vody, starému příteli ze školy, který byl členem několika coverových skupin v okolí Belfastu.
James Heatley, koncertní bubeník Ash v roce 1993, se stal bubeníkem The Answer. Paul mu zavolal, ale zjistil, že ho čekají závěrečné zkoušky na univerzitě, takže trio muselo počkat, než James složil titul v oboru psychologie.
Na konci června 2000 se sešli na prvních zkouškách. Rok 2001 strávili psaním, zkoušením a lokálními koncerty. V roce 2002 kapela přitáhla pozornost MCD Productions, společnosti, která nedávno předtím odkoupila Mean Fiddler Group nebo Clear Channel, a která The Answer obsadila jako úvodní kapelu festivalu Witness.
Eamonn Keyes, majitel Doghouse Studios s nimi nahrál album, ještě než vůbec podepsali smlouvu.

### Počátky
V roce 2005 vyhlásil časopis Classic Rock The Answer jako Nejlepší novou kapelu roku 2005, což jim přineslo mediální pozornost. Následovalo turné spolu s kapelami Tokyo Dragons a The Sound Explosion, sponzorované společností Nokia. Krátce poté, v listopadu roku 2005, přišela jejich druhá oficiální nahrávka – single „Never Too Late“. 17. ledna 2006 předskakovali v London Astoria skupině Deep Purple.

## Použití skladeb v popkultuře
Píseň "Never Too Late" je součástí videohry Guitar Hero World Tour.
Píseň "Into The Gutter" je součástí soundtracku k videohře Pure.
Píseň "Piece By Piece" se objevuje ve videohře Dirt: Showdown.

## Diskografie

### Studiová alba
| Rok                                                                                | Detaily alba | Nejvyšší umístění v žebříčku | Nejvyšší umístění v žebříčku | Nejvyšší umístění v žebříčku | Nejvyšší umístění v žebříčku | Nejvyšší umístění v žebříčku |
| Rok                                                                                | Detaily alba | IRL                          | UK                           | FRA                          | GER                          | JPN                          |
| ---------------------------------------------------------------------------------- | --- | ---------------------------- | ---------------------------- | ---------------------------- | ---------------------------- | ---------------------------- |
| 2006                                                                               | Rise - Vydáno: 26. června 2006 - Vydavatel: Albert Records - Formáty: CD, download                                      | —                            | 88                           | —                            | —                            | 27                           |
| 2009                                                                               | Everyday Demons - Vydáno: 2. března 2009 - Vydavatel: Albert Records, The End Records (USA) - Formáty: CD, download, LP | 67                           | 25                           | 117                          | 83                           | 30                           |
| 2011                                                                               | Revival - Vydáno: 3. října 2011 - Vydavatel: Spinefarm Records - Formáty: CD, download                                  | 86                           | 39                           | —                            | 68                           | 101                          |
| 2013                                                                               | New Horizon - Vydáno: 27. září 2013 - Vydavatel: Napalm - Formáty: CD, download, LP                                     | —                            | 45                           | —                            | 65                           | 152                          |
| 2015                                                                               | Raise a Little Hell - Vydáno: 9. března 2015 - Vydavatel: Napalm - Formáty: CD, download, LP                            | —                            | 44                           | —                            | 48                           | 248                          |
| 2016                                                                               | Solas - Vydáno: 14. října 2016 - Vydavatel: Napalm - Formáty: CD, download, LP                                          | —                            | 51                           | —                            | 90                           | —                            |
| "—" značí, že nahrávka se v žebříčku neumístila, nebo nebyla na daném trhu uvedena | |                              |                              |                              |                              |                              |

### Další alba
| Rok                                                                                | Detaily alba                                                          | Nejvyšší umístění v žebříčku |
| Rok                                                                                | Detaily alba                                                          | UK                           |
| ---------------------------------------------------------------------------------- | --------------------------------------------------------------------- | ---------------------------- |
| 2008                                                                               | Live at Planet Rock Xmas Party - Vydáno: 6. října 2008 - Formáty: CD  | —                            |
| 2011                                                                               | 412 Days of Rock 'n' Roll - Vydáno: 13. června 2011 - Formáty: CD/DVD | 166                          |
| "—" značí, že nahrávka se v žebříčku neumístila, nebo nebyla na daném trhu uvedena |                                                                       |                              |

### Singly a EP
| Rok  | Single/EP                    | Datum vydání                 | Skladby podle formátů | Poznámka                                | Album                                |
| ---- | ---------------------------- | ---------------------------- | --- | --------------------------------------- | ------------------------------------ |
| 2002 | "Breakdown Honey EP"         | Druhé čtvrtletí 2002         | CD: L.I.V.I.N. • Wake Up! • Downtown | Zaplaceno z vlastních prostředků        | N/A                                  |
| 2003 | "End Your Day on a High EP"  | Leden 2003                   | CD: Always • Tonight • Song for the People | Zaplaceno z vlastních prostředků        | N/A                                  |
| 2003 | "Come On, Free Me EP"        | Leden 2003                   | CD: Keep Believin' • No Questions Asked • New Day Rising • Be What You Want                                                                             | Zaplaceno z vlastních prostředků        | N/A                                  |
| 2004 | "Rise"                       | Březen 2004                  | Rise • Rise (akustická verze) | Zaplaceno z vlastních prostředků        | N/A                                  |
| 2005 | "Keep Believin'"             | 18. červenec 2005            | CD: Keep Believin' • No Questions Asked • Be What You Want • So Cold • Keep Believin' (Club Mix) 7": Keep Believin' • New Day Rising                    | Žebříček UK Singles #206                | N/A                                  |
| 2005 | "Never Too Late"             | 14. listopad 2005            | CD: Never Too Late • Rock Bottom Blues • Never Too Late (instrumentální) • Keep Believin (Club Mix) 7": Never Too Late • Some Unity                     | Žebříček UK Singles #95                 | Rise                                 |
| 2006 | "Into the Gutter"            | 29. květen 2006              | 7": Into the Gutter • Take It Easy Download: Into the Gutter • Take It Easy • Only the Strong Survive • Into the Gutter (instrumentální)                |                                         | Rise                                 |
| 2006 | "Under the Sky"              | 1. října 2006                | Download: Under the Sky • Doctor (živá nahrávka) • I Won't Let You Down                                                                                 |                                         | Rise                                 |
| 2006 | "Come Follow Me"             | 18. prosinec 2006            | Download: Come Follow Me • Preachin' (akustická) • So Cold (živá nahrávka)                                                                              |                                         | Rise                                 |
| 2007 | "Be What You Want"           | 19. březen 2007              | Download: Be What You Want • Sweet Emotion • Into the Gutter (akustická) • No Questions Asked (nahrávka z rádia)                                        |                                         | Rise                                 |
| 2008 | "Never Too Late EP"          | 11. listopad 2008            | CD: Never Too Late • Highwater or Hell • The Doctor • Come Follow Me (Live in Japan)                                                                    | S bonusovým DVD; první americký release | Rise                                 |
| 2009 | "On and On"                  | 22. únor 2009                | Download: On and On • Pride (akustická) • Demon Eyes (živá nahrávka)                                                                                    | Everyday Demons                         |                                      |
| 2009 | "Tonight"                    | březen 2009, 21. červen 2009 | Radio promo CD: Tonight • Demon Eyes Download: Tonight • Tonight (akustická) • Dead of the Night (živá nahrávka)                                        | Everyday Demons                         |                                      |
| 2009 | "Comfort Zone"               | 29. listopad 2009            | Download: Comfort Zone (verze pro rádia) • Here to Stay • Comfort Zone (akustická)                                                                      | Everyday Demons                         |                                      |
| 2011 | "Rock 'n' Roll Outlaw"       | 16. duben 2011               | 7": Rock 'n' Roll Outlaw • Fooled Me (Demo) | Record Store Day                        | 412 Days of Rock 'n' Roll            |
| 2011 | "Vida (I Want You)"          | 5. září 2011                 | Download: Vida (I Want You) • Can't Remember, Can't Forget (akustická)                                                                                  | Revival                                 |                                      |
| 2012 | "Nowhere Freeway"            | 20. březen 2012              | Download: Nowhere Freeway • Battlecry • Nowhere Freeway (Acoustic)                                                                                      | Revival                                 | Spolu s Lynne Jackmanem z Saint Jude |
| 2012 | "Rise EP"                    | 2. červenec 2012             | Download: Rise (verze pro rádia) • Lost • Rise (akustická) • Rise (kompletní verze)                                                                     | n/a                                     |                                      |
| 2013 | "Spectacular"                | 5. srpen 2013                | Download: Spectacular • Speak Now (akustická) | New Horizon                             |                                      |
| 2014 | "New Horizon EP"             | 11. březen 2014              | Download: New Horizon (verze pro rádia) • Cradle Rock • Snakes Of Christ • Road Less Travelled (akustická) • Road Less Travelled (akustická bez bicích) | New Horizon                             |                                      |
| 2015 | "Gone Too Long (Radio Edit)" | 2015                         | Download: Gone Too Long (verze pro rádia) • Gone Too Long (akustická) • Gone Too Long (instrumentální)                                                  | Raise a Little Hell                     |                                      |
| 2016 | "Under the Sky (2016 mix)"   | 21. duben 2016               | Download: Under The Sky 2016 single re-mixed & re - mastered                                                                                            | Rise (10th Anniversary Edition)         |                                      |
| 2016 | "Beautiful World"            | 25. srpen 2016               | Download: Beautiful World | Solas                                   |                                      |